# Incidente dell'Antonov An-26 di Malift Air del 2007
Il 4 ottobre 2007, un Antonov An-26 operante per la Malift Air, appartenente al vettore aereo congolese Africa One, si schiantò ed esplose in fiamme poco dopo il decollo dall'aeroporto N'djili a Kinshasa, nella Repubblica Democratica del Congo. Il volo era partito da N'djili alle 10:43 ora locale diretto a Tshikapa, a 650 chilometri di distanza verso est.

## Contesto
Il volo era operato da El Sam Airlines o Malila Airlift, con l'aereo noleggiato da Africa One. Entrambi i vettori sono nell'elenco dei vettori aerei vietati nell'UE, così come tutte le compagnie congolesi tranne una. L'aereo era un Antonov An-26, registrato 9Q-COS.
Il volo trasportava 22 persone, compresi i cinque membri dell'equipaggio. Il piano di volo indicava che i passeggeri a bordo erano 16, ma poco prima del decollo ne erano saliti altri.

## L'incidente
Poco dopo il decollo, il motore numero due si guastò. Secondo alcuni rapporti, le pale dell'elica si separarono dal motore. L'aereo perse quota, toccò gli alberi e si schiantò su Rue Mayulu, nel quartiere di Kingasani, colpendo tre case.
Il ministero degli Esteri russo riferì che il velivolo aveva perso un'elica poi un'ala aveva urtato un ostacolo, tranciandola di netto, prima di precipitare colpendo un mercato prima di fermarsi in una residenza al 77 di Mayulu Av, nel distretto di Kingasani del comune di Kimbanseke. Almeno 30 persone a terra rimasero uccise.
Il meccanico di bordo, M. Dédé Ngamba, era l'unico passeggero sopravvissuto. Raccontò:

## Conseguenze
L'incidente è stato simile a quello di Air Africa del 1996, che aveva coinvolto un Antonov An-32 uscito di pista (anche se nell'altro aeroporto di Kinshasa, N'Dolo) con un gran numero di vittime a terra. Il Ministro dei Trasporti Rémy Henri Kuseyo Gatanga venne licenziato dal Presidente per negligenza, colpevole nel non aver applicato standard e procedure adeguate per la gestione della sicurezza aerea. Una fonte indicava che la revoca del divieto del Ministro dei Trasporti ai voli degli Antonov sul territorio della RDC non era stata ordinata da lui, ma dal Ministro di Stato presso il Capo dello Stato.
Il 19 ottobre 2007 venne convocata una commissione parlamentare d'inchiesta formale, con Jean-Lucien Bussa come presidente e Lessendjina come vicepresidente. La Procura di N'Djili venne interrogata della questione.
Nonostante il divieto, un altro Antonov (un An-12 immatricolato come ER-AXI) venne segnalato da Radio Okapi aver subito un incendio all'aeroporto Internazionale Bangoka di Kisangani nel primo pomeriggio del 1º novembre 2007. Non erano però stati riportati feriti.
Tre mesi dopo l'incidente, Mosca offrì 200000 dollari di aiuti economici alle parti lese.